# چناربن (تنکابن)
چناربن، روستایی است از توابع بخش مرکزی شهرستان تنکابن در استان مازندران ایران. این روستا از سمت شمال به کمربندی بزرگ تنکابن از سمت جنوب به پایین خوبان رزگاه و عماریه از سمت غرب روستای گراکو و از سمت شرق به خوبان رزگاه محدود می گردد . عمده محصولات کشاورزی روستا شامل مرکبات و کیوی و گیاهان زینتی گلخانه ای می باشد

## جمعیت
این روستا در دهستان گلیجان قرار دارد و بر اساس سرشماری مرکز آمار ایران در سال ۱۳۹۵، جمعیت آن ۱۱۵۴ نفر  بوده‌است.
جمعیت اولیه روستا از خانواده های مشهدی و صیادان و نوذری می باشند اما در سال های اخیر جمعیت قابل توجه از اشکورات به ویژه بالا اشکور در این روستا ساکن شده اند و در حال حاضر اکثریت را تشکیل می دهند.

## جغرافیا
این روستا از سمت شمال به کمربندی بزرگ تنکابن از سمت جنوب به پایین خوبان رزگاه و عماریه از سمت غرب روستای گراکو و از سمت شرق به خوبان رزگاه محدود می گردد آب و هوا روستا معتدل و میانگین دما هوا ۱۵ درجه سانتیگراد می باشد رودخانه مزر از این روستا عبور می کند و به دریاچه مازندران می ریزد